# 유럽 야구 연맹
유럽 야구 연맹(프랑스어: Confédération Européenne de Baseball, CEB)은 유럽의 야구 연맹이다. 유럽 야구 연맹은 1953년 5개국이 가맹하면서 설립되었으며 본부는 크로아티아 자그레브에 위치해 있다. 2014년 2월 기준 38개국이 가맹되어 있으며 15만명 이상의 선수를 보유하고 있다.

## 가맹국
| - 조지아 - 그리스 - 네덜란드 - 노르웨이 - 덴마크 - 독일 - 라트비아 - 러시아 - 루마니아 - 리투아니아 | - 몰도바 - 몰타 - 벨기에 - 벨라루스 - 불가리아 - 산마리노 - 세르비아 - 스웨덴 - 스위스 - 스페인 | - 슬로바키아 - 슬로베니아 - 아일랜드 - 에스토니아 - 영국 - 오스트리아 - 우크라이나 - 이스라엘 - 이탈리아 | - 체코 - 크로아티아 - 키프로스 - 튀르키예 - 포르투갈 - 폴란드 - 프랑스 - 핀란드 - 헝가리 |

### 임시 가맹국
- 아이슬란드

### 과거의 가맹국
- 세르비아 몬테네그로 - 2006년 세르비아 몬테네그로 연방의 해체로 인하여 탈퇴.
- 소련 - 1991년 소비에트 연방의 해체로 인하여 이듬해 탈퇴.
- 아르메니아 - 2011년 탈퇴.
- 유고슬라비아 - 1992년 유고슬라비아 사회주의 연방 공화국의 해체로 인하여 탈퇴.
- 체코슬로바키아 - 1992년 체코슬로바키아 연방의 해체로 인하여 이듬해 탈퇴.
- 튀니지 - 1962년 탈퇴. 현재는 아프리카 야구·소프트볼 협회의 가맹국임.

## 같이 보기
- 유러피안 야구 컵
- 유럽 야구 선수권 대회